# Bärenbrunn

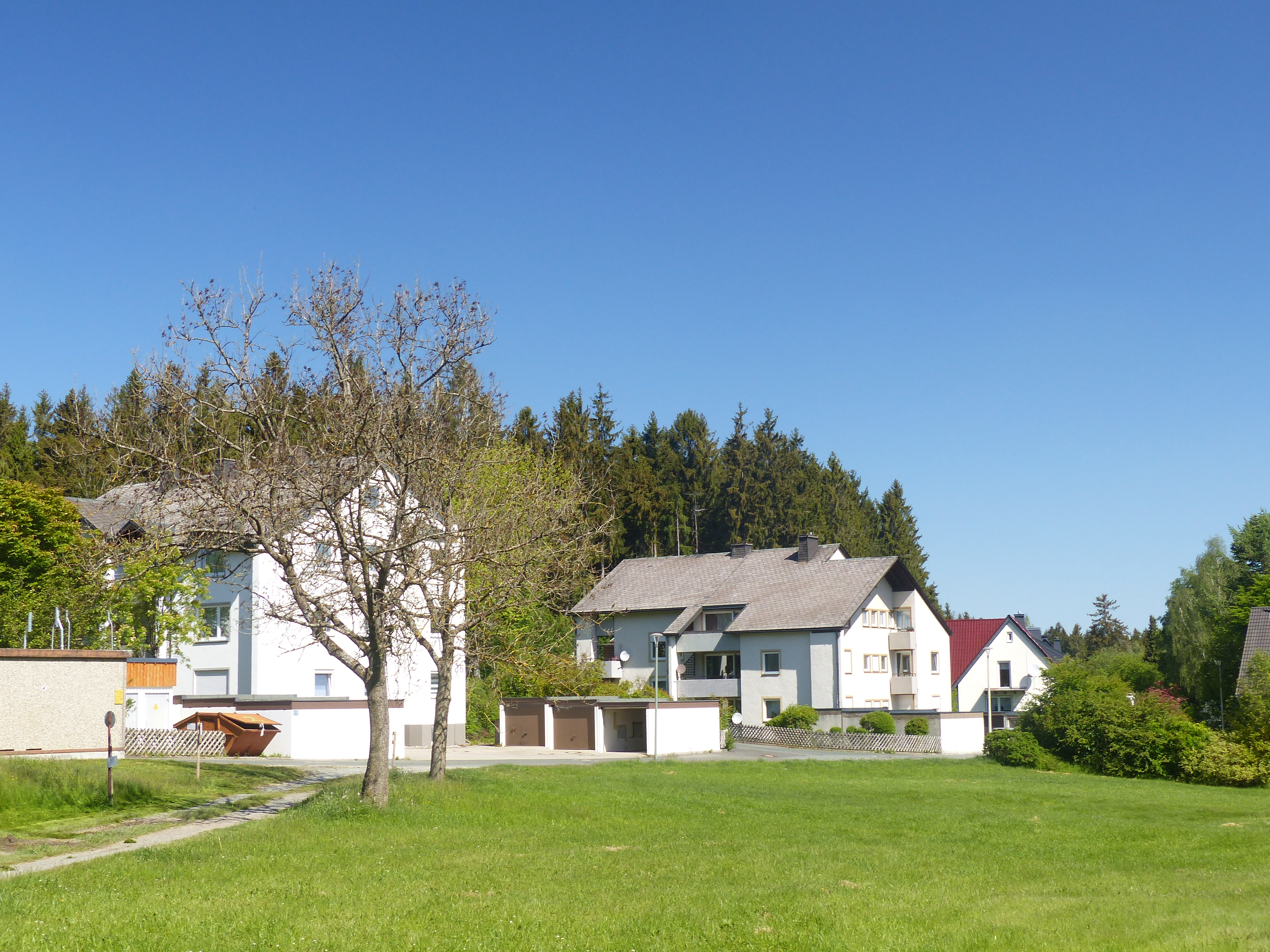
Am südöstlichen Ortsrand des Dorfes

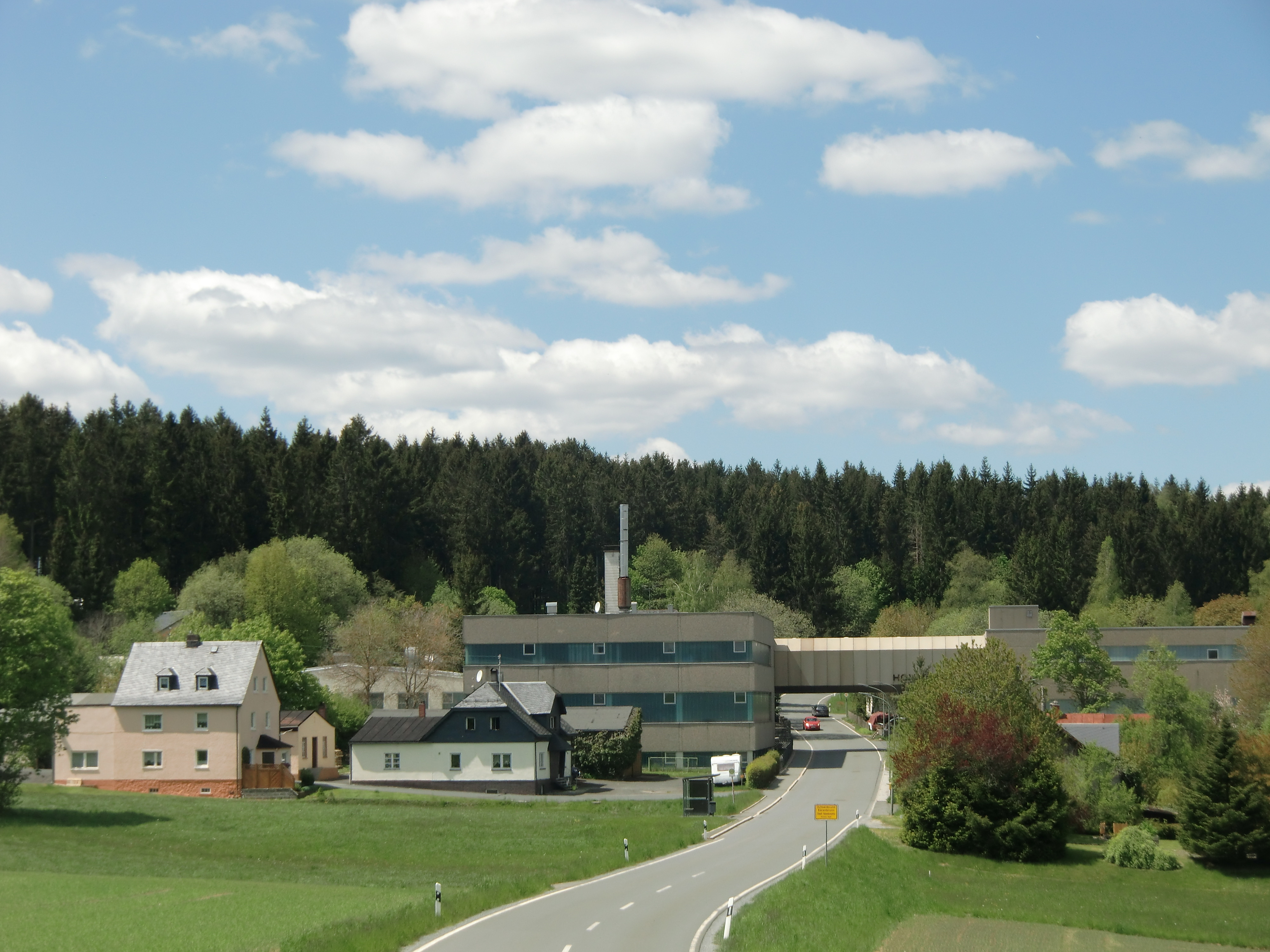
Die Zwillingsdörfer Bärenbrunn (links) und Ochsenbrunn (rechts), in der Bildschirmmitte das Textilwerk Hohmann

Bärenbrunn ist ein Gemeindeteil der Stadt Helmbrechts im Landkreis Hof (Oberfranken, Bayern). Bärenbrunn liegt in der Gemarkung Oberweißenbach.

## Geografie
Das Dorf liegt am nordwestlichen Hang des 728 m ü. NHN hohen Berges Kriegswald. Unmittelbar nördlich und jenseits der Altstraße von Presseck nach Helmbrechts liegt das ebenfalls zu Helmbrechts gehörende Dorf Ochsenbrunn. Beide Orte sind geprägt durch ein Textilwerk und eine moderne Wohnsiedlung. Die Staatsstraße 2195 führt nach Gösmes (1 km nordwestlich) bzw. nach Ort (1,2 km östlich).

## Geschichte
Im 15. Jahrhundert war die Zeidlerei ein wichtiger Wirtschaftszweig für den Ort, in späteren Zeiten war es die Handweberei. Im Jahr 1533 gelangte das Dorf in den Besitz des von einer hohenzollernschen Nebenlinie regierten Markgraftums Brandenburg-Bayreuth und wurde dem Gerichtsbezirk Helmbrechts zugeordnet.
Bärenbrunn gehörte zur Realgemeinde Oberweißenbach. Gegen Ende des 18. Jahrhunderts bestand Bärenbrunn aus 2 Anwesen (1 Halbhof, 1 Viertelhof). Die Hochgerichtsbarkeit stand dem bayreuthischen Stadtvogteiamt Helmbrechts zu. Das Kastenamt Helmbrechts war Grundherr der beiden Anwesen.
Von 1797 bis 1810 unterstand Bärenbrunn dem Justiz- und Kammeramt Münchberg. Infolge des Ersten Gemeindeedikts wurde Bärenbrunn dem 1812 gebildeten Steuerdistrikt Unterweißenbach und der zugleich entstandenen Ruralgemeinde Unterweißenbach zugewiesen, die 1820 vergrößert wurde und wenige Jahre später nach Oberweißenbach umbenannt wurde. Im Zuge der Gebietsreform in Bayern wurde Bärenbrunn am 1. Juli 1972 nach Helmbrechts eingemeindet.

### Einwohnerentwicklung
| Jahr      | 1812  | 1861   | 1871   | 1885   | 1900   | 1925   | 1950   | 1961   | 1970   | 1987  |
| Einwohner | *     | 42     | 27     | 30     | 28     | 50     | 56     | 49     | 53     | 53    |
| Häuser    | *     |        |        | 4      | 4      | 7      | 7      | 9      |        | 14    |
| Quelle    | [ 7 ] | [ 10 ] | [ 11 ] | [ 12 ] | [ 13 ] | [ 14 ] | [ 15 ] | [ 16 ] | [ 17 ] | [ 1 ] |

## Religion
Bärenbrunn ist seit der Reformation evangelisch-lutherisch geprägt und ist bis heute nach St. Johannes der Täufer (Helmbrechts) gepfarrt.